# الرومانية الكاثوليكية في الإكوادور

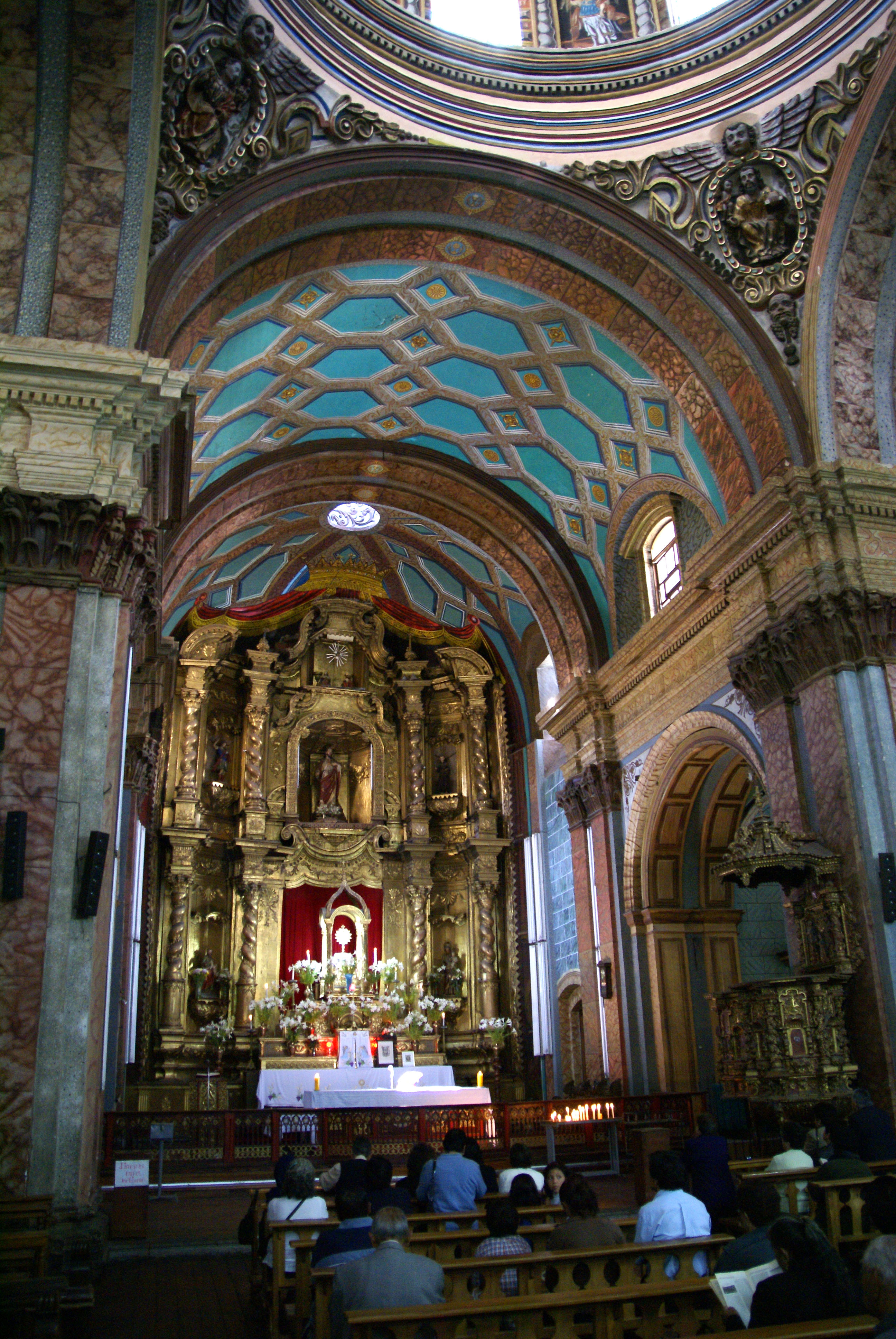
كاتدرائية كيتو.

الكنيسة الرومانية الكاثوليكية هي الديانة المهيمنة وتعتبر البلاد دولة كاثوليكية في المقام الأول مع 95% من السكان هم من الكاثوليك، منذ الاستعمار الإسباني، أصبحت الإكوادور بلد كاثوليكي. كانت الكنيسة الكاثوليكية وما زال تحتل مكانًا هامًا في الحكومة الإكوادورية والمجتمع الإكوادوري. بعد دستور عام 1869، أصبحت الكاثوليكية الدين الرسمي للدولة وكان يحق فقط للكاثوليك الحصول على الجنسية.
في عام 1899، قامت الحكومة الليبرالية بقيادة الفارو بوضع دستور جديد يحترم جميع الأديان ويضمن حرية اختيار الدين. وأصبح التعليم العام خالي من التأثير الديني. ومع ذلك، فالمدارس الكاثوليكية الخاصة لا تزال موجودة وحاضرة بقوة.